# Taybad (Verwaltungsbezirk)
Taybad (persisch تایباد (شهرستان)) ist einer von 19 Verwaltungsbezirken (Schahrestan) der iranischen Provinz (Ostan) Razavi-Chorasan. Hauptstadt des Verwaltungsbezirks ist das gleichnamige Taybad.
Im Jahr 2006 lebten 46.228 Menschen in Taybad mit 10.230 Familien.